# Johan Christian Conradi
Johan(n) Christian Conradi (1709 i Gotha, Sachsen-Gotha – 30. september 1779 i København) var en dansk-tysk murermester, entreprenør og arkitekt i rokokotiden.

## Karriere
Han kom 1730 til Danmark og blev 1740 optaget i murerlavet. 1762 blev han bygningsinspektør for Proprietærernes Kirker og søgte 1771 forgæves stadsbygmesterembedet i København.
Der kan regnes med, at Conradi har opført adskillige andre bygninger i København og omegn; med størst sikkerhed tør man tilskrive ham landstedet Christiansholm ved Klampenborg (cirka 1748). Måske kommer han også i betragtning som arkitekt for Kalundborg Slots ladegård (Kaalund Kloster), opført i 1750'erne. Som andre meget anvendte murermestre drev også Conradi en udbredt bygge- og ejendomsspekulation. Efter Johan Ludvig Holsteins død 1763 købte han således Gammel Valby Bakkehus, ombyggede straks de endnu stående længer og opførte Ny Bakkehus (nedbrudt); 1766 fik han også kroholderbevilling på Gammel Bakkehus (nuværende Bakkehusmuseet). Men hans foretagender voksede ham over hovedet, han gik fallit 1771, og begge Bakkehuse sattes til auktion samme år.
Som arkitekt var Conradi især stærkt påvirket af Nicolai Eigtved: Opfostringshuset, der er hans hovedværk, er et dygtigt og kraftigt arbejde over motiver fra Ledreborg og fra den Eigtvedske lisénstil (Komediehuset; Amalienborg). 
Han blev gift 1736 med Charlotte Schou, datter af sognepræst i Nordrup Hans Mortensen Schou og Agnete Wieneken.

## Egne værker
- Prinsessegade 50-52, Christianshavn (1750, fredet)
- Eget hus, Overgaden neden Vandet 29, Christianshavn (1752, nedrevet)
- Det Kongelige Opfostringshus (Søkvæsthuset) på Christianshavn (1753-55, fredet)
- Salpeterhus på Christianshavn (1758, nedrevet)
- Ny fløj på Gammel Bakkehus, Frederiksberg (1764, fredet)
- Ny Bakkehus, Frederiksberg (1764, nedrevet)
- Præstegård til Christianskirken, Christianshavn (1764-65, nedrevet)
- Amaliegade 19/Fredericiagade 2 (1758, fredet)
- Pakhuset på Grønlandske Handels Plads, Christianshavn (1766, fredet)

### Murerarbejde
- Ledreborg (1743-45)
- Arbejde for Just Fabritius på hans gård i Pustervig (1746)
- Det Kongelige Teater på Kongens Nytorv (1748-49, nedrevet 1874)
- Asiatisk Kompagnis pakhus (1748-50)
- Christianskirken (1755-64)
- Arbejde for Johan Ludvig Holstein på Gl. Valby Bakkehus (1756)
- Almindeligt Hospital, Amaliegade (1766-68, nedrevet 1892)
- Kongens Bryghus (1768-72)
- Reparation af Børsen (1779)

### Projekter
- Asiatisk Kompagnis pakhus på Christianshavn (1746)
- Det Petersenske Jomfrukloster på Amagertorv (1764; nyt projekt 1769)
- Pakhuse ved Toldboden (1769)

### Tilskrivninger
- Sæbygård, Vestsjælland (1740'erne, nedrevet 1972)
- Christiansholm ved Klampenborg (ca. 1748, fredet)
- Kaalund Kloster (Kalundborg Slots ladegård) (1751-52, fredet)
- Amaliegade 40-42, København (1756-60, fredet)
- Store Godthåb, Godthåbsvej 79, Frederiksberg (1770, fredet)